# John O'Callaghan
John O'Callaghan, irski trance producent in DJ, * 1981, Navan, Irska.

## Diskografija

### Albumi
- Something To Live For (2007)
- Never Fade Away (2009)
- Unfold (2011)